# プラストシアニン

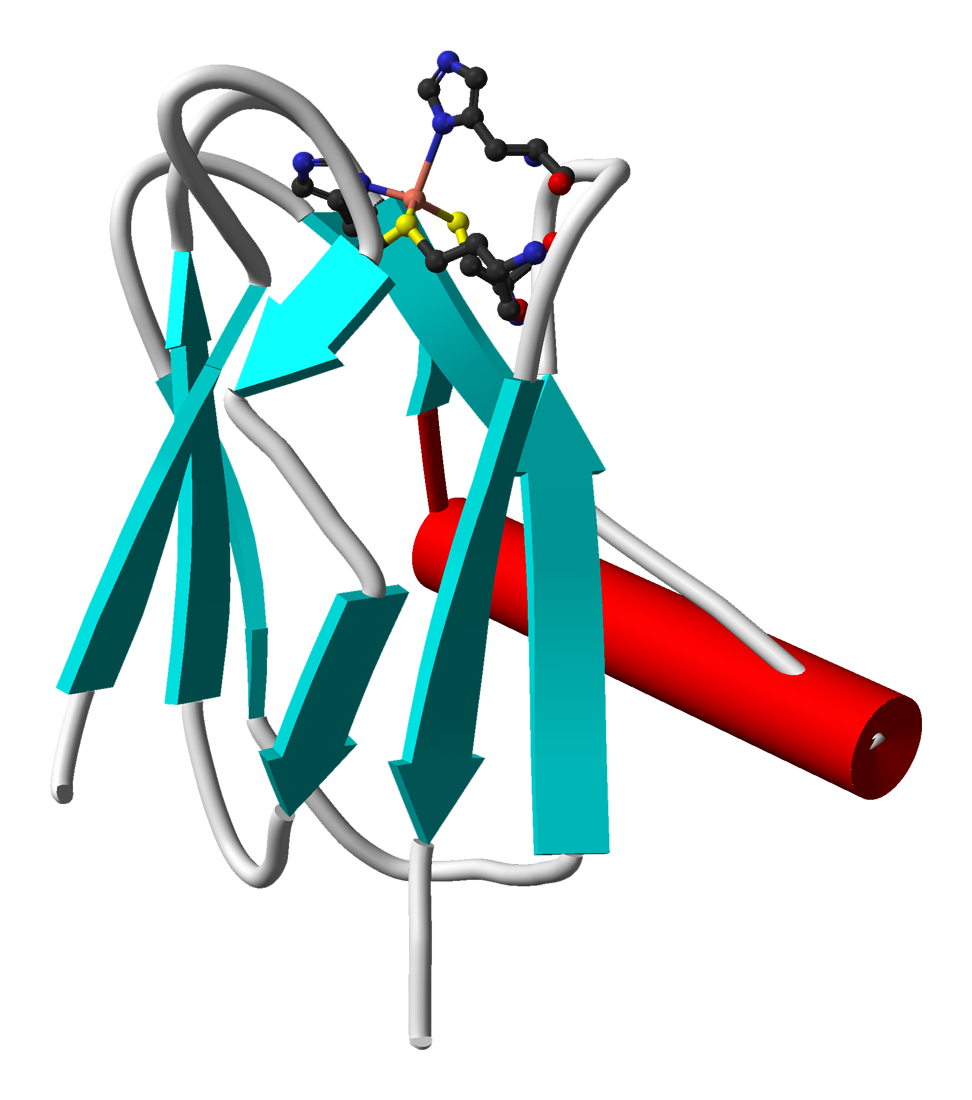
構造。PDB 3BQVから

プラストシアニン（英語：Plastocyanin）は、電子伝達を媒介する銅含有タンパク質である。光合成を行う様々な植物で見られる。このタンパク質は、濃い青色を呈する金属タンパク質のファミリーである、ブルー銅タンパク質の典型例である。

## 機能
光合成において、プラストシアニンは光化学系IIのシトクロムb6f複合体のシトクロムfと光化学系IのP700+の間の電子伝達体として機能する。シトクロムb6f複合体とP700+は、どちらも葉緑体のチラコイド膜のルーメン側に残基が露出している膜結合タンパク質である。シトクロムfはプラストシアニンへの電子供与体として機能し、P700+は還元型プラストシアニンから電子を受け取る。

## 構造

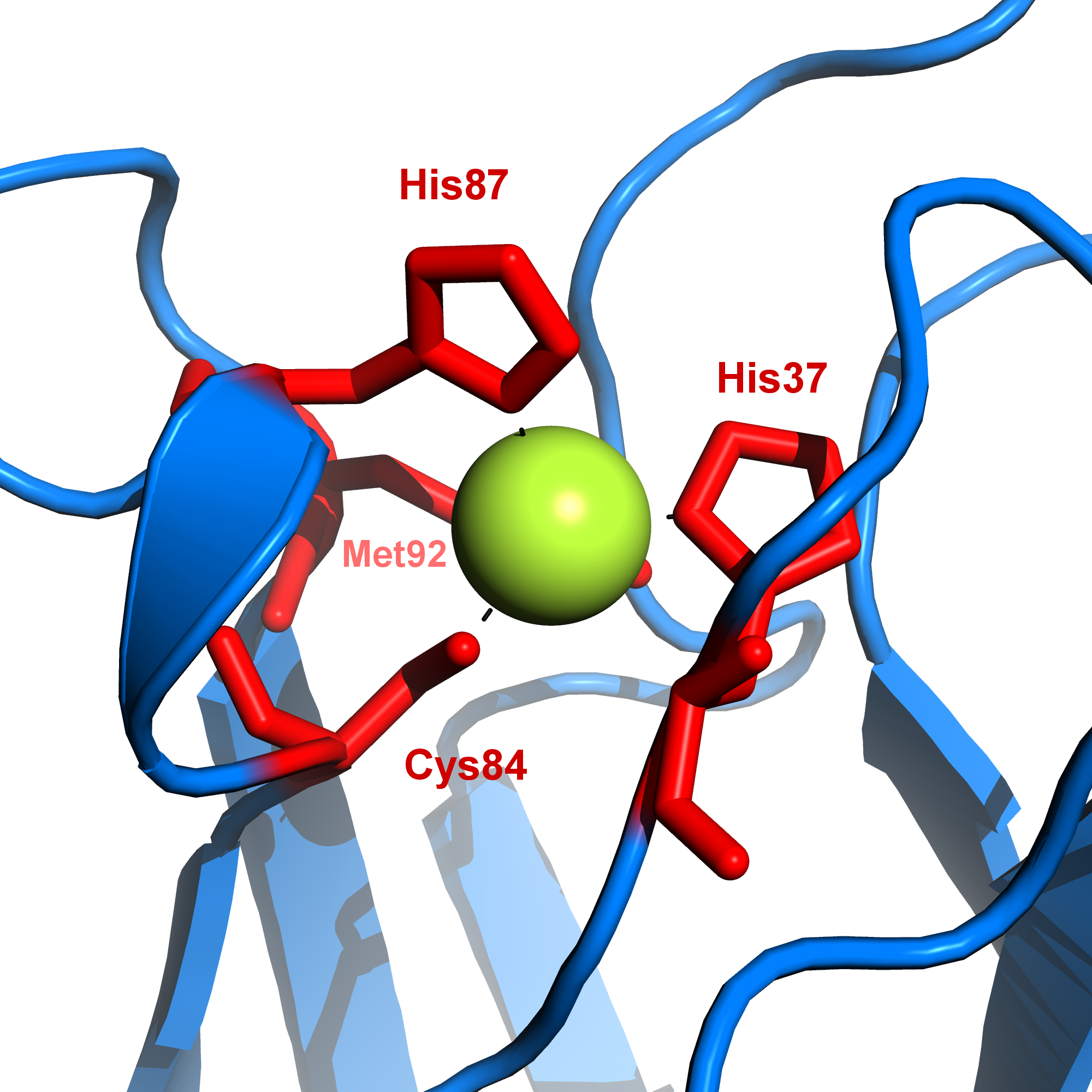
プラストシアニンの銅の結合部位。4つのアミノ酸が銅に結合している。

プラストシアニンは、X線結晶構造解析により特徴づけられた最初のブルー銅タンパク質である。1つの銅中心を含む8本の逆平行βバレルを特徴とする。
ポプラ、藻類、パセリ、ホウレンソウ、インゲン豆由来のプラストシアニンの構造が結晶構造解析により特徴づけられている。これらすべての構造で、結合部位は一般的に保存されている。銅の中心に結合しているのは4つの配位子である（2つのヒスチジン残基（His37とHis87）のイミダゾール基、Cys84のチオレート及びMet92のチオエーテル）。銅の結合部位の形状は「歪んだ三角錐型」と形容される。システインの硫黄原子と銅原子間の距離（207pm） はメチオニンの硫黄原子と銅原子間の距離（282 pm）よりもずっと短い。長いCu-チオエーテル結合はCuII状態を不安定化し、それにより酸化力を高めているように見える。青色（597 nmの吸収ピーク）は、SpπからCudx2-y2への電荷移動遷移に割り当てられている。
還元型プラストシアニンでは、His87はプロトン化される。
銅結合部位近くのタンパク質の分子表面はわずかに異なるが、すべてのプラストシアニンにおいて、銅結合部位に露出するヒスチジンの周囲に疎水性表面が存在している。植物のプラストシアニンでは、高度に保存されたチロシン83の両側には酸性残基が位置している。藻類やセリ科の維管束植物のプラストシアニンは似た酸性残基を含むが、残基57及び58がないため植物のプラストシアニンのものとは形状が異なる。シアノバクテリアにおいては、表面の荷電残基の分布は真核生物のプラストシアニンとは異なり、細菌種間の多様性が大きい。多くのシアノバクテリアのプラストシアニンは107個のアミノ酸からなる。酸性のパッチは細菌では保存されていないが疎水性のパッチは常に存在している。これらの疎水性および酸性のパッチは電子伝達に関わる他のタンパク質の認識/結合部位であると考えられている。

## 反応
プラストシアニン(Cu2+Pc)は、次の反応でシトクロムfにより還元される（電子が与えられる）。
Cu2+Pc + e− → Cu+Pc
解離後、P700+による認識と結合が生じるまで、Cu+Pcはルーメンを拡散する。P700+と結合すると、P700+は次の反応でCu+Pcを酸化する。
Cu+Pc → Cu2+Pc + e−
酸化還元電位は約370 mVであり、等電点のpHは約4である。

## Entatic state
触媒の機能は電子伝達反応（酸化還元反応）の速度を上げることである。プラストシアニンは酵素のように電子伝達に必要な遷移エネルギーを減少させたりはしないと考えられている。プラストシアニンは反応物のエネルギーを増加させ、酸化還元反応が起こるのに必要なエネルギー量を減少させるentatic stateという原理に基づいて機能する。プラストシアニンの機能を言い換えると、小さな再配置エネルギーを提供することで電子伝達反応を促進する（このエネルギーは約16-28 kcal/molと測定されている）。
プラストシアニンの酸化還元反応の特性を研究するためには、量子力学/分子力学(QM/MM)分子動力学シミュレーションなどの方法がある。この方法によって、プラストシアニンが約10 kcal/molのentaticなひずみエネルギーを持つことが決定された。

## 海洋
プラストシアニンは通常、クロロフィルbを含む生物やシアノバクテリア、クロロフィルcを含む藻類で見られる。海洋環境で見られる珪藻 Thalassiosira oceanica でも見られる。海水に溶けている銅の濃度は通常低い（0.4 – 50 nMの間）ため、これらの生物がプラストシアニンを持っていることが発見されたのは驚きであった。一方で、海洋における銅の濃度は亜鉛や鉄などの他の金属の濃度と比較すれば高く、こうした低濃度の金属（鉄や亜鉛）を必要せずに光合成と成長を促進するよう適応した結果であると考えられる。

## 関連文献
- Berg, Jeremy Mark; Lippard, Stephen J. (1994). “Blue Copper Proteins”. Principles of bioinorganic chemistry. Sausalito, Calif: University Science Books. pp. 237–242. ISBN 978-0-935702-72-9
- “Active-site structure and electron-transfer reactivity of plastocyanins”. Journal of the American Chemical Society 125 (8):  2101–12. (February 2003). doi:10.1021/ja021005u. PMID 12590538.